# Hovenia trichocarpa
Hovenia trichocarpa là một loài thực vật có hoa trong họ Táo. Loài này được Chun & Tsiang mô tả khoa học đầu tiên năm 1939.